# Ética empresarial
A ética empresarial pode ser entendida como um valor da organização que assegura sua sobrevivência, sua reputação e, consequentemente, seus bons resultados. É o comportamento da empresa quando ela age de conformidade com os princípios morais e as regras do bem proceder aceites pela coletividade (regras éticas).
Em outras palavras, podemos entender a ética empresarial, como um conjunto de regras e normas que buscam incentivar o comportamento e ações da organização, de modo que esta possa consolidar uma boa conduta e uma reputação positiva, visando a sua segurança no mercado.
No passado, existia nas empresas e seus acionistas a preocupação exclusiva com lucros, sendo a capacidade de gerar rentabilidade o único fator relevante para uma corporação. No entanto, com a modificação dos valores morais, bem como uma maior relevância dada para a ética no mundo contemporâneo, esse cénario modificou-se, fazendo com que a gestão da ética seja de suma importância para a manuntençao do valor de mercado das empresas.

## Importância
A ética profissional e consequentemente das organizações é considerada um fator importantíssimo para a sobrevivência delas, tanto das pequenas quanto das grandes empresas.
As organizações estão percebendo a necessidade de utilizar a ética, para que o "público" tenha uma melhor imagem do seu "slogan", que permitirá, ou não, um crescimento da relação entre funcionários e clientes.
Desse modo, é relevante ter consciência de que toda a sociedade vai se beneficiar através da ética aplicada dentro da empresa, bem como os clientes, os fornecedores, os sócios, os funcionários, o governo… Se a empresa agir dentro dos padrões éticos, ela só tende a crescer, desde a sua estrutura em si, como aqueles que a compõem.
Além disso, a mudança de comportamento do consumidor, que busca cada vez mais por empresas que demonstrem honestidade e transparência para seus clientes, fornecedores e funcionários, está fazendo com que estas se voltem para a ética, a fim de conduzir-se no mundo do negócios seguindo princípios éticos que possibilitem a construção de vantagens competitivas ao longo de sua existência. Nos dias atuais, estes agentes estão buscando ao adquirir um produto ou serviço, além de qualidade, também se identificar com a empresa a partir dos valores e princípios por esta seguidos.
Assim, é de grande importância para o desenvolvimento de uma empresa estabelecer práticas éticas a serem seguidas por todos os que a compõe, para que dessa forma a imagem da organização permanece positiva, passando credibilidade e segurança. Com isso, entende que agir em conformidade com a ética dentro de todo o ambiente empresarial pode configurar-se como um diferencial competitivo.
Manter atitudes de acordo com a ética é indispensável para a sobrevivência de uma organização. Aquela que não as tem de forma concreta pode desaparecer a qualquer momento, considerando que além da falta de consumidor, está também mais propensa a ocorrência de fraudes e atos de corrupção que comprometeram gravemente sua permanência no mercado.

## Observações importantes
- Quando a empresa tira vantagem de clientes, abusando do uso dos anúncios publicitários, por exemplo, de início ela pode ter um lucro em curto prazo, mas a confiança será perdida, forçando o cliente a consumir produtos da concorrência. Além disso, recuperar a imagem da empresa não vai ser fácil como da primeira vez;
- A ética na empresa visa garantir que os funcionários saibam lidar com determinadas situações e que a convivência no ambiente de trabalho seja agradável. De forma ética.
- Razões Para a Empresa Ser Ética  Em um país capitalista em que vivemos, onde vários empresários visam a lucratividade de suas empresas, uma das possibilidades para se obter esse lucro é estabelecendo valores éticos na empresa. "Em um estudo feito por vários autores que estudam a ética empresarial fica estabelecida que, o comportamento ético é a única maneira de obtenção de lucro com respaldo moral ". (Costa, Ivonete. 2011)  Atualmente existe uma cobrança para que as empresas sempre pugne pela ética nas relações com seus clientes, fornecedores, competidores, empregados, governo e público em geral. Essa ética, deve ser colocada em pratica tanto dentro da empresa quanto fora, fazendo com que as empresas barateiem os produtos, sem diminuir a qualidade e nem os custos de coordenação. No entanto, o que estamos acostumados a ver, é empresas que competem entre si, buscando eliminar seus concorrentes, e usando premissas para encantar seus clientes. É uma coisa que não deveria acontecer, porém é o que mais vemos.  outro fato que acontece muito nas organizações, é empresas que querem parecer que estão realmente preocupadas com as suas relações com os seus clientes, centenas delas fazem declarações de seus princípios, e outras até apresentam sua " missão". Porém poucas tratam sobre ética.   Porém, isso veio mudando nos últimos tempos, não se pode negar que existe um interesse por parte das empresas, que visam implantar esses valores éticos na empresa. Pois elas buscam passar uma ideia de que possuem uma boa conduta, para assim maximizar seus lucros. Principalmente nos tempos atuais, em que existe uma preocupação com as questões sociais, por parte da sociedade, e não só questões sociais como ambientais.   "O que os empresários deveriam estar cientes é que, a atividade empresarial não é só para ganhar dinheiro, uma empresa é algo mais que um negócio é antes de tudo um grupo humano que persegue um projeto, necessitando de um líder para guiá-los e precisa de um tempo para desenvolver todas as suas potencialidades, entende-se que a ética deve estar acima de tudo, e a empresa que age dentro da postura ética, aceitos pela sociedade só tende a prosperar. Uma boa razão para a empresa ser ética, a Responsabilidade Social que é uma exigência básica à atitude e ao comportamento ético, demonstra que a empresa possui uma alma, cuja preservação implica solidariedade e compromisso social". (Costa, Ivonete. 2011)

## A ética do lucro
O lucro é a parte mais sensível de uma organização, por isso exige cuidado no momento do planejamento para sua obtenção. Isto significa que ser antiético, enganando seus clientes, não é uma boa conduta para a empresa que almeja se desenvolver e crescer perante à concorrência.
Assim, pode-se deduzir que a obtenção do lucro é um dos fatores advindos as satisfação dos clientes, pois é objetivo do negócio, que a empresa desenvolve para cumprir suas metas, tendo como retorno o resultado dos serviços prestados.

## Valores éticos
De uma forma resumida, os valores éticos são um conjunto de ações éticas que auxiliam gerentes e funcionários a tomar decisões de acordo com os princípios da organização.
Quando bem implementado, os valores éticos tendem a especificar a maneira como a empresa administrará os negócios e consolidará relações com fornecedores, clientes e outras pessoas envolvidas.
A necessidade para que sejam definidos valores éticos se da no fato de que em sociedade os indivíduos tem que ter uma conduta pautada por um comportamento especifico que venha possibilitar o melhor convívio para todos.
Cabe salientar que valores éticos estão presentes tanto na vida social quanto no ambiente de trabalho/empresarial, podendo cada empresa e profissão ter seus valores e código de ética próprio.
Segundo Oliveira, a ética preocupa-se com o comportamento dos homens em sociedade. A moral vivida (que é não é sinônimo de ética) seria o conjunto de normas, regras ou princípios que regulamentam as relações sociais (Oliveira, Fernando Acácio).
Dessa forma, num ambiente empresarial (que pode ser considerado uma sociedade restrita para os indivíduos em que nela trabalham) se faz necessário a presença desses já citados valores éticos, assim como os morais.
É importante ressaltar a distinção existente entre a moral e a ética. De forma simples, a moral está ligada a normas definidas a serem seguidas. Já a ética em seu princípio, está ligada diretamente a valores mais reflexivos que por sua vez, assim como a moral, são essenciais para garantir o melhor convívio em uma sociedade.

## Comportamentos antiéticos nas organizações
Flach cita diversas situações de comportamentos antiéticos nas organizações:
- Assédio moral: comunicativa hostil, em que um ou mais indivíduos coagem uma pessoa de tal forma que esta é levada a uma posição de fraqueza psicológica.
- Inveja: um desejo de possuir o bem de outrem, ou ainda, como o pesar ou desgosto ante a propriedade alheia.
- Mentira: deformações intencionais sobre o verdadeiro elaboradas por alguém que conhece a verdade.
- Fofoca: notícia anônima de um fato ou acontecimento, e que se espalha publicamente.

Nos estudos de Flach, os fatores que geram comportamentos antiéticos, como fofocas, mentira, inveja e assédio moral nas organizações, são:
- defesa ou afirmação de personalidade;
- manutenção do cargo e do emprego;
- competição acirrada;
- individualismo exacerbado;
- tolerância a injustiças;
- impunidade.

Já os efeitos resultantes de comportamentos antiéticos, conforme Flach, podem ser:
- depreciação da imagem da organização;
- desmotivação dos funcionários;
- aumento do absenteísmo;
- perda da qualidade de vida no trabalho;
- doenças;
- conflitos internos;
- competições paralelas.

Além dos fatores citados, há diversos outros comportamentos antiéticos em organizações, que vão desde corrupção, nepotismo, privilégios, abusos de poder, até assédio sexual, depredação física, trabalho escravo, roubo, intolerância, desonestidade, aceitar créditos pelo trabalho de outra pessoa e muitos outros comportamentos que ferem os códigos de ética e de conduta.

## Código de ética
É um instrumento criado para orientar o desempenho de empresas em suas ações e na interação com seu diversificado público. Para a concretização deste relacionamento, é necessário que a empresa desenvolva o conteúdo do seu código de ética com clareza e objetividade, facilitando a compreensão dos seus funcionários.
Se cada empresa elaborasse seu próprio código, especificando sua estrutura organizacional, a atuação dos seus profissionais e colaboradores poderia orientar-se através do mesmo.
O sucesso da empresa depende das pessoas que a compõe, pois são elas que transformam os objetivos, metas, projetos e até mesmo a ética em realidade. Por isso é importante o comprometimento do indivíduo com o código de ética.

## Empresas que criaram seu próprio código de ética
Seja para definir princípios organizacionais e práticas de conduta, ou para a criação de uma imagem frente a seus consumidores, é inegável que existe a tendência entre muitas empresas de que elas criem e adotem seus próprios códigos de ética. Sendo assim, a seguir serão citadas algumas dessas empresas:
- Petrobras[9]
- Abrasel - Associação Brasileira de Restaurantes, Bares, Lanchonetes e Afins[10]
- CASSI - Caixa de Assistência dos Funcionários do Banco do Brasil.[11]
- SABESP - Cia. de Saneamento Básico do Estado de São Paulo
- CEF - Caixa Econômica Federal[12]
- CPFL Energia[13]
- Grupo sobre código de ética[14]
- Itaú Unibanco Holding S.A.[15]